# EU Bookshop
Der EU Bookshop ist ein mehrsprachiger Online-Dienst der Europäischen Union, der Zugriff auf Veröffentlichungen der EU-Institutionen, Organe und sonstigen Einrichtungen bietet. Der EU Bookshop ist beim Amt für Veröffentlichungen der Europäischen Union angesiedelt.
Die EU hat sich zum Ziel gesetzt, den EU Bookshop zum wichtigsten Bezugspunkt für Veröffentlichungen der Europäischen Union zu machen. Die Website ist derzeit in 22 Sprachen verfügbar.
Über den EU Bookshop können EU-Veröffentlichungen gesucht und bestellt werden. Elektronische Veröffentlichungen können als PDF-Datei heruntergeladen werden. Veröffentlichungen in Papierform werden nach Angabe von Name und Adresse in circa drei bis vier Tagen per Post geliefert.
Der Online-Katalog des EU-Bookshops enthält nur Titel ab 2005. Veröffentlichungen älteren Datums findet man im Archiv. Das Archiv befindet sich noch im Aufbau und enthält somit noch nicht alle älteren Veröffentlichungen.
Des Weiteren versendet der EU-Bookshop einige Broschüren, Bücher und Info-Blätter gratis, sofern diese lieferbar sind, so dass man sich über die Europäische Union informieren kann. Kostenpflichtige Publikationen befinden sich direkt auf der Homepage des EU Bookshops.

## Serviceleistungen
Im EU Bookshop kann man erschienene Titel nach Thema (Rubrik), nach Stichworten oder nach dem Autor suchen. Hat man einen Titel gefunden, kann man ihn auf seine „Merkliste“ oder direkt in den Warenkorb legen. Für eine Personalisierung der Suche ist es möglich sich bei „My EU Bookshop“ anzumelden. Unter anderem hat man dann die Möglichkeit, seine Suchschritte für die regelmäßige Nutzung abzuspeichern oder sich per E-Mail über neue Veröffentlichungen informieren zu lassen.
Seit der EU Bookshop im März 2005 in Betrieb ging, wurden mehr als 400.000 PDF-Dateien heruntergeladen und fast 70.000 Papierkopien an Benutzer geliefert. Nach gut einem Betriebsjahr hat die Anzahl der verfügbaren Titel um 75 % zugenommen.
Im Jahr 2007 können unter ungefähr 49.000 Mitteilungen, teilweise über 50 Jahre alte Veröffentlichungen gefunden werden – so ist der EU Bookshop eine wertvolle Quelle EU-relevanter Informationen.